# Mauricio de Oldemburgo
Mauricio I (en alemán: Moritz I.; h. 1145 - h. 1211) fue conde de Oldemburgo desde 1169 hasta 1211. El conde Mauricio de Oldemburgo era el hijo de Cristián I, el Pendenciero, y de su esposa Cunegunda.
Es antepasado directo, por línea materna, del rey Felipe VI de España, y por vía masculina, de la reina Margarita II de Dinamarca, de los reyes Harald V de Noruega, Carlos III del Reino Unido y Constantino II de Grecia, así como del duque Felipe de Edimburgo. 

## Matrimonio y descendencia
Se casó con Salomé, la hija de Otón II, conde de Wickerode. Y tuvieron los siguientes hijos:
- Cristián II (conde de Oldemburgo 1211-1233)
- Otón I (conde de Oldemburgo 1209-1251)